# Dimidiochromis compressiceps
Malawi Eyebiter (Dimidiochromis compressiceps) là một loài cá thuộc họ Cichlidae. Nó được tìm thấy ở Malawi, Mozambique, and Tanzania. Nó là loài đặc hữu của Malawi, phía đông Africa.